# Agios Atanasios
Agios Atanasios (en griego, Άγιος Αθανάσιος), también conocido como Escuela de Homero es un yacimiento arqueológico ubicado en el norte de la isla de Ítaca, Grecia. Su nombre es debido a la iglesia que se encuentra en el área. 
Este yacimiento arqueológico se distribuye entre varias terrazas unidas por escaleras de piedra. En una de ellas se han hallado restos de un edificio rectangular construido en la Edad del Bronce que tuvo una segunda fase de construcción durante el periodo helenístico. Entre los hallazgos de la Edad del Bronce figura una cisterna micénica y una estructura circular que se ha interpretado como un tholos funerario. Incluso se ha sugerido que el lugar fuera la sede del palacio del mítico Odiseo.
Este yacimiento arqueológico se conoce desde principios del siglo XIX, y ha sido objeto de diversas campañas de excavaciones a lo largo del siglo XIX y la primera mitad del siglo XX. Desde 1994 las excavaciones han estado bajo la dirección de Litsa Kontorli, de la Universidad de Ioánina.